# M/S Celestyal Crystal

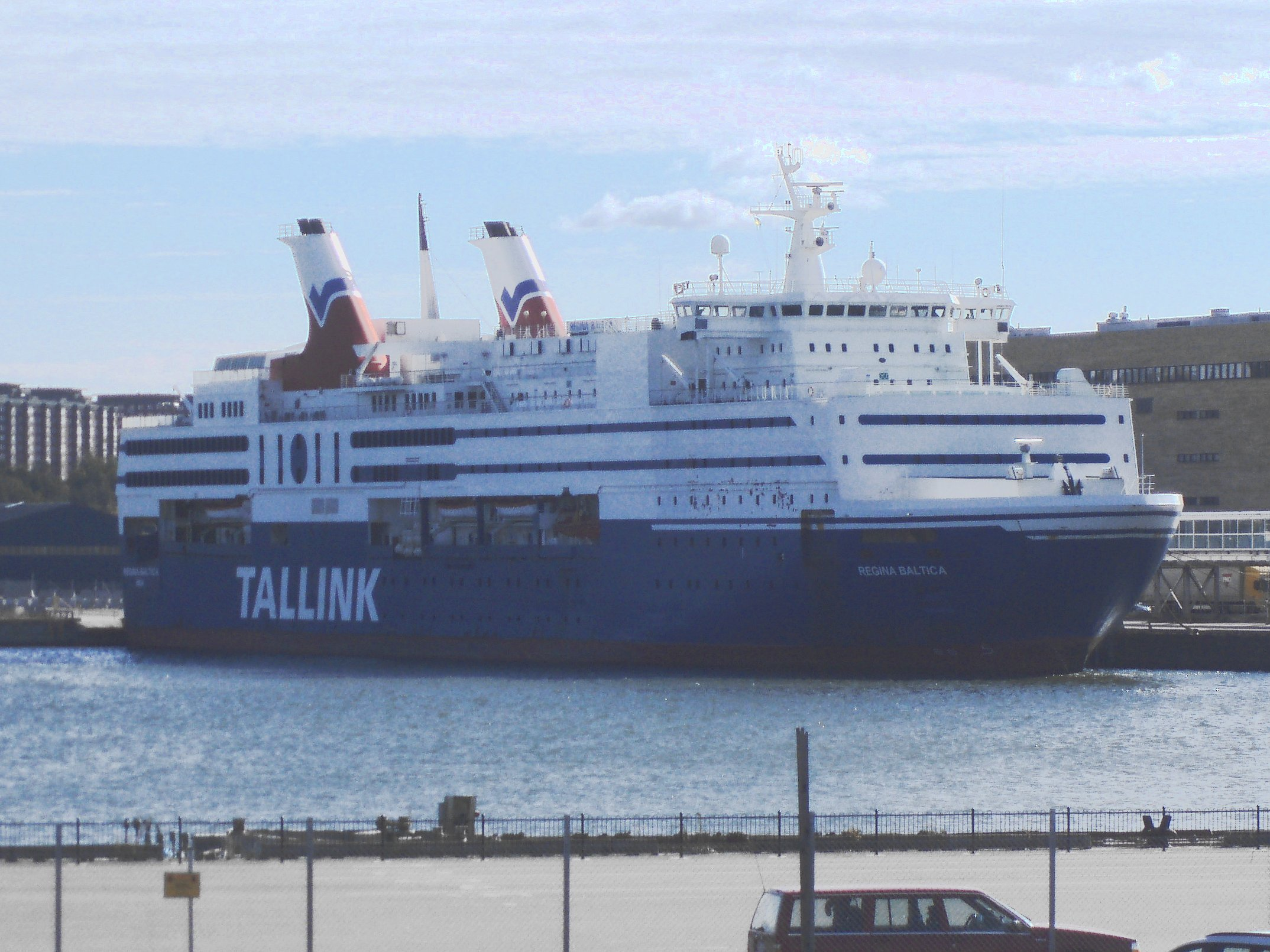
Systerfartyget. M/S Viking Saga såg (förutom färger) precis likadan ut som Regina Baltica innan ombyggnaden till kryssningsfartyg 1986.

M/S Celestyal Crystal (tidigare Viking Saga, Sally Albatross, Leeward, Superstar Taurus och Silja Opera, M/S Opera, M/S Cristal och M/S Louis Cristal) är ett kryssningsfartyg som går för det grekiska rederiet Louis Cruise Lines.

## Historia
Hon levererades till Rederi AB Sally och verksamheten i Viking Line under namnet Viking Saga tillsammans med systerfartyget Viking Song 1980 för trafik Stockholm-Helsingfors. Sedan Sallys partner i Viking Line, SF-Line respektive Ab Slite, redan 1985/86 tagit leverans av de båda större systerfartygen M/S Mariella respektive M/S Olympia för samma linje blev de relativt nybyggda Viking Song och Viking Saga överflödiga. Medan Viking Song såldes blev Viking Saga istället ombyggd för kryssningsverksamhet och gavs namnet Sally Albatross den 26 april 1986. Man gjorde för och akter mer strömlinjeformade, samt flyttade fram kommandobryggan en bit. Kort därefter såldes Rederi Ab Sally till Silja Lines moderbolag och fartyget kom därmed att ingå i Siljas kryssningsverksamhet.

### Brand
I januari 1990 började fartyget brinna när hon var på varvsöversyn på Finnboda Varv i Nacka. Fartyget totalförstördes. Branden var mycket svårsläckt och varade i tre dagar. Då beslöt man att bygga upp fartyget igen. Allt ovanför bildäck skars ner. Därefter byggde man på med en ny längre överbyggnad. Den 23 mars 1992 var hon färdig och levererades till Rederi AB Sally.

### Grundstötning
Hon gick på grund den 4 mars 1994 med 1101 resenärer ombord och 159 besättningsmedlemmar, på väg från Tallinn till Helsingfors då man gick fel rutt över Savins grunda område utanför Porkala på väg in mot Helsingfors på Sommaröleden. Fartyget gled över grundet, bottnen på fartyget revs upp, man tog in vatten och aktern började sjunka. Fartyget fick också slagsida åt styrbord, som mest 40 grader. Natten efter haveriet bogserades hon till Porkalas grund, vattnet stod upp till däck 5 i aktern och till däck 3 i fören, och man var rädd för att fartyget skulle sjunka. Man länspumpade dygnet runt. Sex dagar efter haveriet fick man fem holländska dykare på plats som täppte till hålen i botten. Mer än en månad efter haveriet beställde man en av världens största lyftkranar, Noble Lifter, och med hjälp av kranen bogserades fartyget till Nordsjö hamn i Helsingfors för reparation. Alla evakuerades och fördelades på 2 isbrytare och en passagerarfärja, Saint Patrick II. Inga allvarliga personskador uppstod. Senare reparerades fartyget i La Spezia, Italien.

### Kollision
Den 2 augusti 2008 körde fartyget som M/S Cristal in i M/S Lissos.

## Faciliteter ombord
- Konferensrum (10-100 pers): 6
- Barer: 6
- Riviera Pool & Bar: 150 pers
- Restauranger (500 pers i de 2 största): 3
- Scen & Auditorium: 450 sittplatser
- Butiker: 3
- Bad- och Bastuavdelning: ja
- Beauty Center: ja
- Bubbelbad: ja

## Sviter
Fartyget har två sviter i fören under bryggan med stora altaner. Båda sviterna är spegelvända mot varandra. Svit 6200 kallas för Royal Suite och var den svit som kungaparet Carl XVI Gustaf och Drottning Silvia bodde i under OS i Barcelona sommaren 1992. Svit 6100 kallas för Presidental Suite och var den svit som George Bush bodde i november 1995.
2025 Alang

## Systerfartyg
- M/S Regina Baltica